# 田原しんぺー
田原 しんぺー（たはら しんぺー、1983年9月4日 - ）は、日本の男性総合格闘家。長野県北安曇郡出身。

## 来歴
プロ格闘家を目指し長野県から上京、埼玉県にある総合格闘技道場STFに入門した。
2003年9月28日、コパ・パレストラ・イースト・ジャパン 修斗グラップリングオープントーナメント・フライ級に出場。決勝で室伏克哉に腕ひしぎ十字固めによる一本負けを喫し準優勝となった。
2004年7月19日、第4回東日本アマチュア修斗選手権・フライ級に出場し、3位となった。9月20日、第11回全日本アマチュア修斗選手権・フライ級に出場。準決勝で吉田朋彦に判定負けを喫し、3位となった。
2005年8月14日、第5回東日本アマチュア修斗選手権・フライ級に出場。準決勝で優勝した山田武志に敗れ、3位となった。9月18日、第12回全日本アマチュア修斗選手権・フライ級に出場。準決勝で優勝した室伏伸哉にフロントチョークによる一本負けで3位となり、プロ昇格を決めた。
2006年3月3日、田原 シンペーのリングネームでプロ修斗デビュー。新人王決定トーナメント・フライ級1回戦でプリンと対戦し、0-3の判定負けを喫した。
2007年2月18日、第4回東日本修斗グラップリングオープントーナメント・バンタム級に出場。決勝で阿部博之に0-11のポイント負けを喫し、準優勝となった。
2007年6月30日、リングネームを田原 しんぺーに変更し、修斗新人王トーナメント・フライ級1回戦で阿部博之と対戦。当初は右目尻カットによるドクターストップで勝利と裁定されたものの、阿部陣営の提訴を受け検証したところバッティングによるカットだったとして0-3のテクニカル判定負けと裁定が変更された。
2008年9月28日、修斗でランバー・ソムデートM16と対戦し、0-3の判定負けを喫した。
2009年11月23日、初代修斗世界フライ級（52kg）王座決定戦でランバー・ソムデートM16と対戦し、0-3の判定負けを喫し王座獲得に失敗した。
2010年9月5日、初出場となったパンクラスのフライ級（54kg）王座次期挑戦者決定戦で砂辺光久と対戦。三角絞めを狙ったところをバスターで叩きつけられKO負けを喫した。
2013年9月29日、フライ級キング・オブ・パンクラスタイトルマッチで砂辺光久と再戦し。0-3の判定負けを喫し王座獲得に失敗した。

## 戦績
| 総合格闘技 戦績 | 総合格闘技 戦績 | 総合格闘技 戦績 | 総合格闘技 戦績 | 総合格闘技 戦績 | 総合格闘技 戦績 | 総合格闘技 戦績 |
| --------------- | --------------- | --------------- | --------------- | --------------- | --------------- | --------------- |
| 20 試合         | (T)KO           | 一本            | 判定            | その他          | 引き分け        | 無効試合        |
| 12 勝           | 5               | 1               | 6               | 0               | 1               | 0               |
| 7 敗            | 1               | 0               | 6               | 0               | 1               | 0               |

| 勝敗 | 対戦相手                | 試合結果                         | 大会名                                                                              | 開催年月日     |
| ×    | 砂辺光久                | 5分3R終了 判定0-3                | PANCRASE 252 【フライ級キング・オブ・パンクラス タイトルマッチ】                    | 2013年9月29日  |
| ○    | 阿部博之                | 1R 0:40 TKO（右フック→パウンド） | PANCRASE 248                                                                        | 2013年6月30日  |
| ○    | 江泉卓哉                | 5分3R終了 判定3-0                | PANCRASE 245                                                                        | 2013年2月3日   |
| ○    | のぶ渡辺                | 5分3R終了 判定2-0                | 修斗 SHOOTO GIG TOKYO Vol.11                                                        | 2012年8月25日  |
| ×    | 正城ユウキ              | 5分3R終了 判定0-3                | 修斗伝承 2011                                                                       | 2011年4月29日  |
| ×    | 砂辺光久                | 3R 2:32 KO（バスター）           | パンクラス PANCRASE 2010 PASSION TOUR 【フライ級王座次期挑戦者決定戦】              | 2010年9月5日   |
| ○    | 赤木敏倫                | 5分3R終了 判定2-0                | 修斗 SHOOTO GIG SAITAMA 02 〜斗うことの誇り。                                       | 2010年7月4日   |
| ○    | 生駒純司                | 3R 3:31 KO（パウンド）           | 修斗 BORDER -season 2- 「波動」                                                     | 2010年3月28日  |
| ×    | ランバー・ソムデートM16 | 5分3R終了 判定0-3                | 修斗 REVOLUTIONARY EXCHANGES 3 【修斗世界フライ級王座決定戦】                       | 2009年11月23日 |
| ○    | ジェシー・タイタノ      | 5分3R終了 判定3-0                | 修斗 SHOOTO GIG SAITAMA 01 〜斗うことの誇り。                                       | 2009年8月9日   |
| ○    | 室伏シンヤ              | 3R 4:09 KO（パウンド）           | 修斗 SHOOTING DISCO 9 〜スーパーマン〜                                              | 2009年6月6日   |
| △    | 春崎武裕                | 5分3R終了 判定1-1                | "修斗伝承 06" ROAD TO 20th ANNIVERSARY                                              | 2009年3月20日  |
| ×    | ランバー・ソムデートM16 | 5分3R終了 判定0-3                | "修斗伝承 03" ROAD TO 20th ANNIVERSARY                                              | 2008年9月28日  |
| ○    | ATCHアナーキー          | 2R 3:26 腕ひしぎ十字固め         | 修斗 SHOOTING DISCO 5 アース ウィンド アンド ファイター 〜大地と風と戦士〜          | 2008年6月21日  |
| ○    | 室伏カツヤ              | 2R 0:46 TKO（左瞼カット）        | "修斗伝承 01" ROAD TO 20th ANNIVERSARY                                              | 2008年5月3日   |
| ○    | タイガー石井            | 5分2R終了 判定3-0                | 修斗 SHOOTING DISCO 4 〜ボーン イン ザ ☆ ファイティング〜                           | 2008年2月23日  |
| ○    | 猿丸ジュンジ            | 5分2R終了 判定3-0                | 修斗 SHOOTING DISCO 3 〜エブリバディー ファイト ナウ〜                              | 2007年10月20日 |
| ×    | 阿部博之                | 2R 0:42 テクニカル判定0-3        | 修斗 【新人王決定トーナメント フライ級 1回戦】                                      | 2007年6月30日  |
| ○    | 澤田憲壱                | 2R 4:57 TKO（タオル投入）        | 修斗                                                                                | 2006年11月30日 |
| ×    | プリン                  | 5分2R終了 判定0-3                | 修斗 下北沢修斗劇場 第14弾 〜'06 巣立ち〜 【新人王決定トーナメント フライ級 1回戦】 | 2006年3月3日   |

## 獲得タイトル
- 第4回東北アマチュア修斗オープントーナメント フライ級 優勝（2005年）
- 第5回東日本アマチュア修斗選手権 フライ級 優勝（2005年）